# Volodymyr Gavrylovych Sobko
Volodymyr Gavrylovych Sobko (o Volodimir Gavrilovich Sobko) (translitera del cirílico Владимира Гаврилова Собек) ( 1931) es un botánico, y curador ruso. Desarrolló actividades acadmémicas en el Jardín botánico Central de la Academia Nacional de Ciencias de Ucrania

## Algunas publicaciones
- v.g. Sobko, z.b. Shamina, b.p. Strogonov. 1981. Isolation of a Crepis capillaris cell line adapted to NaCl. Fiziol. Rast. 28 ( 6): 1198

### Libros
- v.g. Sobko. 2007. Стежинами Червоної книги (Libros Stezhinami Chervonoї). 2.ª edición de Урожай, 277 pp. ISBN 9660500335

- d.m. Grodzynsky, r. Sheliag-Sosonko, r. Yu, t.m. Cherevchenko, g. Yemelyanov, v.g. Sobko, a.p. Lebeda. 2001. Problems of conservation and renewal of biodiversity in Ukraine. Kiev: Academperiodyka. 106 pp. (en ucraniano)

- La abreviatura «Sobko» se emplea para indicar a Volodymyr Gavrylovych Sobko como autoridad en la descripción y clasificación científica de los vegetales.[2]